# Jan Mokkenstorm
Jan Korstiaan Mokkenstorm (Leiderdorp, 26 maart 1962 — Haarlem, 8 juli 2019) was een Nederlands psychiater en psychotherapeut. Hij verwierf landelijke bekendheid nadat hij in 2009 113 Zelfmoordpreventie had opgericht.

## Biografie
Hij was zoon van verzekeringsagent Jan Mokkenstorm en Andriesje Johanna (Anke) Plaizier, die leed aan migraineaanvallen.
Mokkenstorm gaat na het VWO, in 1981 geneeskunde studeren (hij wilde cardioloog worden) aan de toenmalige Rijksuniversiteit Limburg waar hij in zijn BSc behaalde. Hier ontstond, mede door zijn eigen ervaring met depressie en zelfmoordneigingen, zijn fascinatie voor geestelijke hulp aan mensen die in een ernstige emotionele crisis verkeren en in het bijzonder mensen die suïcidaal zijn. Hij ging daarom psychiatrie studeren aan de Vrije Universiteit Amsterdam en liep stage in de Valeriuskliniek.

Hij bemerkte dat er een taboe heerste op het praten over zelfmoord. Van 1996 tot 2007 was Mokkenstorm werkzaam als psychiater in diverse klinieken en was actief in zijn eigen praktijk van 2003 tot 2009. In 2007 ging hij aan de slag als psychiater en directeur spoedeisende psychiatrie bij GGZinGeest te Amsterdam en Haarlem. In 2009 richt hij het platform 113 Zelfmoordpreventie op; dit platform biedt hulp zowel per telefoon als via het internet. In 2013 publiceerde hij het boek Hoop Doet Leven — De 113Online Suicide Survival Guide.

Als je suïcide bespreekbaar maakt, is ongelooflijk veel leed te voorkomen.
— Jan Mokkenstorm

Mokkenstorm overleed op 57-jarige leeftijd aan de gevolgen van alvleesklierkanker; hij was getrouwd met Nicole Kwaks, eveneens werkzaam binnen de geestelijke gezondheidszorg; het echtpaar kreeg vier kinderen. Hij was ridder in de Orde van de Nederlandse Leeuw.

## Eerbetonen
- In 2014 wint Mokkenstorm de Radicale Vernieuwers Award, een initiatief van stichting Kennisland en tijdschrift Vrij Nederland, voor zijn werk in de strijd tegen suïcide en het taboe wat erop rust.[4][8]
- Op 18 januari 2016 ontvangt Mokkenstorm de Ivonne van de Ven-prijs voor bijzondere verdiensten[9]
- Op 2 november 2018 werd Mokkenstorm geridderd in de Orde van de Nederlandse Leeuw.[10]
- Sinds 2020 wordt de Jan Mokkenstormprijs uitgereikt aan degene die aan de hand van een praktijkvoorbeeld invloed had bij de verdere behandeling en/of voorkoming van zelfdoding, dan wel onderzoek daarna.[11]